# Jonathan Cleveland
Jonathan Cleveland (Fresno (California), Estados Unidos, 19 de diciembre de 1970) es un nadador canadiense de origen estadounidense retirado especializado en pruebas de estilo braza, donde consiguió ser medallista de bronce olímpico en 1992 en los 4 x 100 m estilos.

## Carrera deportiva
En los Juegos Olímpicos de Barcelona 1992 ganó la medalla de bronce en los relevos de 4 x 100 metros estilos, con un tiempo de 3:39.66 segundos, tras Estados Unidos y el Equipo Unificado; además ganó la plata en la misma prueba en los Juegos Panpacíficos de Edmonton 1991.